# Liste der FFH-Gebiete in Italien
Die Liste der Fauna-Flora-Habitat-Gebiete in Italien (FFH-Gebiete, italienisch zona speciale di conservazione) verzeichnet die jeweiligen Listen für die einzelnen Regionen Italiens. Insgesamt gibt es in Italien 2.358 ausgewiesene FFH-Gebiete (Stand 2022).
- Liste der FFH-Gebiete in den Abruzzen
- Liste der FFH-Gebiete im Aostatal
- Liste der FFH-Gebiete in Apulien
- Liste der FFH-Gebiete in der Basilikata
- Liste der FFH-Gebiete in Kalabrien
- Liste der FFH-Gebiete in Kampanien
- Liste der FFH-Gebiete in der Emilia-Romagna
- Liste der FFH-Gebiete in Friaul-Julisch Venetien
- Liste der FFH-Gebiete in Latium
- Liste der FFH-Gebiete in Ligurien
- Liste der FFH-Gebiete in der Lombardei
- Liste der FFH-Gebiete in den Marken
- Liste der FFH-Gebiete im Molise
- Liste der FFH-Gebiete im Piemont
- Liste der FFH-Gebiete auf Sardinien
- Liste der FFH-Gebiete auf Sizilien
- Liste der FFH-Gebiete in Trentino-Südtirol
- Liste der FFH-Gebiete in der Toskana
- Liste der FFH-Gebiete in Umbrien
- Liste der FFH-Gebiete in Venetien